# Пасхалов, Вячеслав Викторович
Вячеслав Викторович Пасхалов (2 [14] мая 1878, Москва — 16 декабря 1951, Ленинград) — русский советский музыковед, этнограф, композитор, публицист, историк музыки, педагог, музейный и библиотечный работник, профессор, доктор искусствоведения (с 1944), заслуженный деятель искусств РСФСР (с 1950).

## Биография
Из дворян. Сын композитора Виктора Никандровича Пасхалова (1841—1885), племянник писателя Клавдия Пасхалова.
Воспитывался в Саратове. С 1894 — ученик композитора В. С. Калинникова. В 1896 окончил историко-филологический факультет Московского университета по отделению народной словесности, в 1910 — музыкально-драматическое училище Московского филармонического общества по классу композиции Г. Э. Конюса и А. Н. Корещенко.
До 1900 трудился в Синодальной типографии в Москве.
С 1900 — помощник хранителя Дашковского этнографического музея. В 1901 — регистратор Библиотеки. В октябре 1902 назначен помощником хранителя Отдела рукописей и славянских старопечатных книг, где прослужил до 1921.
Одновременно с 1910 исполнял обязанности заведующего Отделом рукописей Румянцевского музея, член Общества любителей естествознания, антропологии и этнографии при Московском университете. Занимался изучением и пропагандой народного творчества. Описывал музыкальные архивы: В. Ф. Одоевского, М. А. Веневитинова, Д. В. Разумовского, В. С. Калинникова и других, хранившихся в Отделе рукописей Румянцевского музея. Составил систематический каталог нот и книг по музыке. Организовал нотную библиотеку Румянцевского музея, привлекая к этой работе музыкантов-добровольцев. Консультировал читателей по вопросам искусства и музыкальной этнографии. В 1921 создал в Библиотеке Музея особый научный отдел музыки, был его заведующим.
Многолетний сотрудник А. Д. Кастальского, с 1902 они вместе работали в Московской музыкально-этнографической комиссии ИОЛЕАиЭ, с 1918 — в этнографической комиссии Академического подотдела МУЗО Наркомпроса, с 1921 — в Государственном институте музыкальной науки (ГИМН)
В 1916—1917 — преподаватель Московской народной консерватории. В 1918—1928 заведовал нотным отделом Библиотеки им. В. И. Ленина.
С 1921 — действительный член и председатель этнографической секции Государственного института музыкальной науки (ГИМН).
В 1927—1929 года преподавал в Московской консерватории, сначала — доцент (вёл курс музыкальной этнографии), потом — профессор. Докторскую диссертацию по искусствоведению защитил в 1944 году.

## Творчество
Автор ряда музыкальных произведений, в том числе для оркестра — «Остров сирен» (1923), «Крымская сюита» (1931), «Этнографическая сюита» (1933), струнного квартета (1938), романсов, песен, обработки русских народных песен.

## Избранные публикации
- Обзор музыкальной конструкции, записанных M. E. Пятницким воронежских песен в связи с характерными особенностями великорусского песенного склада. М., 1914;
- «В. С. Калинников». М.— Л., 1938[2];
- «Шопен и польская народная песня». Л.— М., 1941, 2-е изд., доп. 1949;
- «Василий Сергеевич Калинников. Жизнь и творчество», в 2-томах, М., 1938, 2-е изд. 1951.

Автор многих статей по вопросам истории музыки, фольклористики, в том числе
- «Неизданная переписка П. И. Чайковского с С. И. Танеевым» («Музыка и пение», 1908, № 1),
- «Психологические соображения при постановке оперы на сцене» (там же, 1909, № 8),
- «Музыка в произведениях русских писателей» (там же, 1910, № 11, 12),
- «Две народные песни» («Труды музыкально-этнографической комиссии», т. 4. М., 1913),
- «Народные певцы» («Музыкальная новь», 1923, № 3),
- «Музыкальная структура крымских песен» (в сб.: Песни Крыма. М., 1924),
- «Песни Востока, записанные в Крыму» (в сб.: Песни Востока. М., 1925),
- «К вопросу о фонографической записи народных песен и о центральной песенной фонотеке» («Труды Гос. института музыкальной науки. Сборник работ этнографической секции», вып. 1. М., 1926),
- «Деятельность московских музыкантов-этнографов за последние 8 лет» («Этнография», 1926, № 1—2),
- «Музыкальные ресурсы гармошки» («Музыка и Октябрь», 1926, № 2),
- «К вопросу о добывании и обработке музыкальной руды» (там же, 1926, № 3),
- «Отдел музыки Гос. библиотеки имени В. И. Ленина» («Музыка и революция», 1926, № 7—8),
- «M. E. Пятницкий» (там же, 1927, № 2),
- «А. Д. Кастальский как этнограф и реформатор русского народного стиля в музыке» («Музыкальное образование», 1927, № 3—4), * * «К постановке оперы С. Прокофьева „Любовь к трем апельсинам“ в ГАБТ» (там же),
- «Русская тематика в произведениях Бетховена» (в сб.: Русская книга о Бетховене. М., 1927),
- «О творчестве В. С. Калинникова» («СМ», 1941, № 1),
- «M. E. Пятницкий и история возникновения его хора» (в кн.: Советская музыка. Второй сб. статей. М., 1944),
- «Встречи и воспоминания» (в кн.: А. Д. Кастальский. Статьи, воспоминания, материалы. М., 1960).

Написал об отце-композиторе статью для сборника «Биографии композиторов с IX по XX вв.», который вышел в Москве в 1904 году под редакцией А. Ильинского.

## Награды
- Орден Святого Станислава III степени,
- Орден Святого Станислава II степени,
- Орден Святой Анны III степени,
- Орден Святой Анны II степени,
- памятные медали.
- Заслуженный деятель искусств РСФСР.